# 阿尔托博克特
阿尔托博克特是巴拿马奇里基省博克特区的一个城市。 该市面积为89.4平方（34.5平方英里），2010年时人口为6,290，故其人口密度为70.4名居民每平方（182名居民每平方英里）。阿尔托博克特设立于1998年7月29日，2000年时该市人口为3,891人。